# Arcas
Pour les articles homonymes, voir Arcas (homonymie).
Dans la mythologie grecque, Arcas est le fils de Zeus et de Callisto et le roi éponyme de la province d'Arcadie. Son nom, en lien avec son histoire, semble lié au grec ancien arktos, « ours ».

## Mythe
Callisto, ayant été piégée et violée par Zeus, donna naissance à Arcas. Malheureusement, Héra, l'épouse de Zeus, ayant eu vent de cette naissance, décida de transformer la jeune mère en ourse après la naissance de l'enfant. Hermès confiera le garçon à sa mère, la pléiade Maïa, afin qu'elle l'élève en cachette d'Héra. Quelques années plus tard, Arcas était adolescent et en train de chasser. Il croisa sa mère, toujours changée en ourse, mais, ne réalisant pas qu'il s'agissait de Callisto, lui lança une flèche. Zeus détourna sa flèche et Arcas comprit alors qu'il s'agissait d'elle et se jeta dans ses bras.
La vie terrestre d'Arcas et sa fin divergent beaucoup selon les trois versions connues :
1. Zeus enlève Arcas et Callisto qui venaient de se reconnaître et, pour qu'ils ne soient plus jamais séparés, les place tous deux parmi les étoiles en tant que Grande Ourse et Petite Ourse ;
2. Zeus dépêche Hermès pour enlever Arcas, devenu roi d'Arcadie après s'être fait reconnaître de son aïeul, le roi Lycaon, qui l'avait associé au pouvoir. Dans cette version Arcas apprit aux Arcadiens à semer le blé, à faire du pain, à tisser et filer la laine, toutes choses qu'il tenait lui-même de Triptolème ;
3. Arcas est tué par Lycaon qui le sert à manger à Zeus. Dans cette version relatée par Ovide dans ses Métamorphoses, Zeus, après avoir foudroyé les fils de Lycaon et changé le roi lui-même en loup, ressuscite Arcas pour le mettre sur le trône arcadien. Arcas épouse Chrysopélie, dont il a deux fils, Élatos et Aphéidas. Après sa mort, Arcas est placé dans le ciel par Zeus aux côtés de sa mère et devient le Bouvier, gardien de l'Ourse.